# Ana Borovečki
Ana Borovečki (Zagreb, 9. listopada 1973.), hrvatska je liječnica i bioetičarka, izvanredna profesorica na Školi narodnog zdravlja „Andrija Štampar” Medicinskoga fakulteta u Zagrebu, specijalistica kliničke farmakologije s toksikologijom.
U rodnom Zagrebu završila je Klasičnu gimnaziju. Diplomirala je 1998. na Medicinskom fakultetu u Zagrebu. Iste godine dobitnica je Rektorove nagrade za rad „Filozofski uzori Gjure Armena Balgivija u De fibra motrice et morbosa”, pod mentostvom prof. Biserke Belicze. Filozofiju i poredbenu književnost diplomirala je 2000. na Filozofskom fakultetu u Zagrebu radom „Glasgowski epigrami Marka Marulića” kod prof. Andree Zlatar. BIoetiku je magistrirala 2004. na Katoličkom sveučilištu Leuven. Doktorirala je 2007. na Sveučilištu Radboud u nizozemskom Nijmegenu disertacijom „Etička povjerenstva u Hrvatskoj”. Specijalizaciju je završila 2008.
Bila je djelatnica Odsjeka za povijest i filozofiju znanosti HAZU-a (1998. – 2002.), Katedre za medicinsku sociologiju i ekonomiku zdravstva te Katedre za Socijalnu medicinu i organizaciju zdravstvene zaštite Medicinskoga fakulteta u Zagrebu. Trenutno je pročelnica potonje Katedre. Mentorirala je dvadesetak diplomskih radova.

## Vanjske poveznice
- Ana Borovečki u CROSBI-u